# Junqueiro
Junqueiro é um município brasileiro do estado de Alagoas, localizado na Região Metropolitana do Agreste.

## História
A história contemporânea da ocupação das terras que compõe o município de Junqueiro está associada com as atividades econômicas artesanais baseadas na cultura de junco que se desenvolveram a partir do século XIX às margens de uma lagoa, que futuramente seria conhecida como Lagoa do Retiro, área caracterizada pela grande quantidade desse tipo de gramínea. A fabricação artesanal e comercialização de cestos, esteiras e pavios de velas aproveitando a medula dos caules gerou uma movimentação econômica responsável pela fixação de pessoas na região que dariam origem ao povoado.
Existem duas narrativas que compõem o mito fundador de Junqueiro que foram preservadas pela história oral. Na primeira delas, consta que os primeiros ocupantes da região pertenciam à família de Isabel Ferreira, cujos descendentes teriam se destacado no desenvolvimento da povoação, a exemplo do sergipano Tomaz, conhecido como "Pai Félix", que era genro de Isabel e foi responsável pela construção da primeira capela do município.
Na segunda história conservada na memória regional, consta a motivação para a construção desse templo católico e da explicação da devoção à Nossa Senhora Divina Pastora. De acordo com ela, no tronco de um ingazeiro, teria sido encontrada uma cruz com um pequeno desenho da Divina Pastora em um dos braços. Tomaz "Pai Félix" decidiu então levantar uma capela perto dessa árvore para abrigar uma cruz, denominado-a de Capela da Santa Cruz. Anos depois, a capela deu lugar à igreja que tem como padroeira a Nossa Senhora Divina Pastora.
Uma das primeiras referências a Junqueiro em documentos oficiais ocorreu em 10 de setembro de 1851 quando foi publicada a notícia de realização de um concurso pelo governo da Província de Alagoas destinado a escolher um professor para a cadeira de “primeiras letras do sexo masculino para a povoação de Junqueiro”. Nessa época, o povoado de Junqueiro era um dos povoados pertencentes ao município de Anadia.
Na década de 1860, a Província de Alagoas criou a paroquial Freguesia de Nossa Senhora da Conceição do Limoeiro abrangendo o povoado de Junqueiro, de acordo com a lei provincial nº 456, de 26 de junho de 1865. A partir de então, Junqueiro, que em 1874 tinha aproximadamente 400 habitantes, passou a ter um elo territorial mais forte com o povoado de Limoeiro, futura sede do atual município de Limoeiro de Anadia.
Em 1875, a imprensa da época menciona os primeiros nomes de moradores do povoado de Junqueiro registrados em publicações: os únicos dois professores do povoado (Antônio Félix de Jesus e Belarmina Valadares de Oliveira Costa); o delegado literário Antônio Joviniano da Silva; e o subdelegado de polícia Manoel Pereira Lima, o qual contava com três suplentes (José de Almeida Lima, José Vicente da Costa e José Pedro d’Almeida).
Em 1883, com a emancipação política da vila de Limoeiro de Anadia, o povoado de Junqueiro se separou do território de Anadia e acompanhou o novo município criado, sendo elevado à condição de distrito judiciário pertencente ao município de Limoeiro de Anadia pela lei provincial n° 956, de 13 de julho de 1885.
A primeira emancipação política de Junqueiro como município ocorreu na década de 1900, durante a República Velha, quando foi criada pelo Estado de Alagoas a lei estadual nº 379, de 15 de junho de 1903, sancionada pelo governador Vieira Malta. O município de Junqueiro foi instalado em 31 de janeiro de 1904.
A paróquia católica de Junqueiro foi criada em setembro de 1912 e teve como primeiro pároco o padre Antônio Procópio, clérigo que era natural do município. Nessa época, Manoel Pedro de Almeida e Joaquim Sabino de Almeida teriam doado grande parte de suas terras à padroeira N. Sra. Divina Pastora, ou seja, estas doações acabaram sendo incorporadas ao patrimônio da Igreja Católica.
Junqueiro sofreu um retrocesso político-administrativo a partir da Revolução de 1930 quando o município foi suprimido e reanexado à Limoeiro por meio do decreto estadual nº 1.619, de 23 de fevereiro de 1932, expedido pelo interventor Tasso de Oliveira Tinoco. Sua autonomia foi brevemente restaurada pela Constituição estadual de 16 de setembro de 1935, ainda que o seu termo judiciário tivesse vinculado à comarca de Anadia, mas três anos depois essa autonomia política foi novamente extinta pelo decreto estadual nº 2.355, de 19 de janeiro de 1938, expedido pelo interventor Osman Loureiro.
A emancipação definitiva só ocorreu no final da década do 1940 por meio do artigo 6° das Disposições Transitoriais da Constituição Estadual alagoana de 1947, quando Junqueiro voltou a ser elevado a município em 9 de julho de 1947, sendo instalado no ano seguinte.
Em 17 de setembro de 1949, de acordo com a organização judiciária alagoana, o termo que compunha o município de Junqueiro foi elevado à categoria sede de comarca.

## Geografia
O município de Junqueiro está localizado na região centro-sul do Estado de Alagoas, limitando-se ao norte com os municípios de Limoeiro de Anadia e Campo Alegre, a sul com Teotônio Vilela e São Sebastião, a leste com Campo Alegre e Teotônio Vilela e a oeste com Arapiraca, Limoeiro de Anadia e São Sebastião. 
Ele possui uma área de 254 km², representando 0.915 % do Estado, 0.0163 % da Região e 0.003 % de todo o território brasileiro, além de sua sede estar a uma altitude de 175 metros acima do nível do mar.

### Clima
Clima temperado, com máxima de 35 °C e mínima de 22 °C.

### Demografia
População junqueirense:
- População estimada em 2008 - 23.854 habitantes.
- População residente alfabetizada - 14.980 pessoas.
- População residente por cor ou raça:

Branca: 8.365 pessoas
Negra: 1.033 pessoas
Parda: 14.145 pessoas

## Organização Político-Administrativa
A estrutura político-administrativa do Município de Junqueiro é composta pelo Poder Executivo, chefiado por um Prefeito eleito por sufrágio universal, o qual é auxiliado diretamente por secretários municipais nomeados por ele, e pelo Poder Legislativo, institucionalizado pela Câmara Municipal de Junqueiro, órgão colegiado de representação dos munícipes que é composto por vereadores também eleitos por sufrágio universal.

### Atuais autoridades municipais de Junqueiro
- Prefeito: Cícero Leandro Pereira da Silva - PTB (2021/-)[11]
- Vice-prefeito: Jader Tiago da Silva ("Tiago do Neto") - PTB (2021/-)[11]
- Presidente da câmara: Marcos Pereira da Silva - PP (2021/-)[12]

### Eleitorado
17.931 eleitores até abril de 2009 segundo dados do TSE.

### Coronelismo

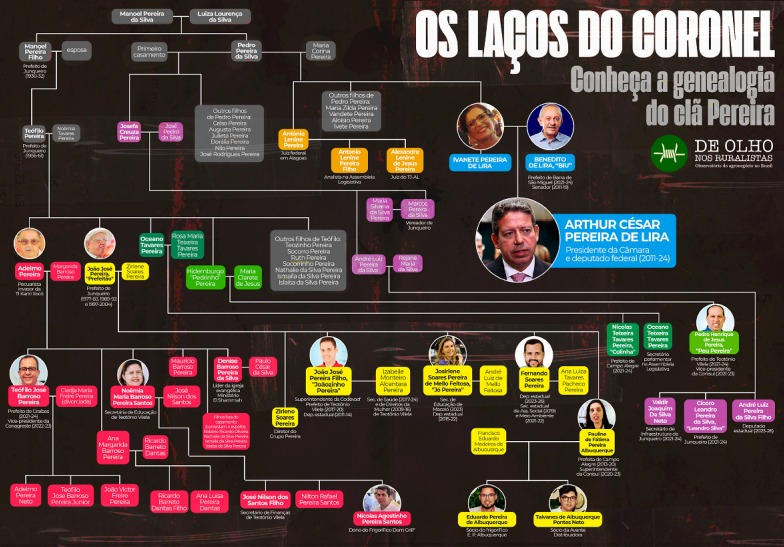
Genealogia do clã político "Pereira" ao qual pertence Arthur Lira

O mandonismo caracteriza a política local de Junqueiro. A partir do século XX, o município de Junqueiro passou a ser historicamente o berço de dois clãs políticos do estado de Alagoas associados ao político e latifundiário Arthur Lira (presidente da Câmara dos Deputados entre 2021 e 2024): a família Pereira, composta por diversos prefeitos do interior alagoano, e a família Lira, que compreende o ex-senador Benedito de Lira.
Isso pode ser observado no fato de que quatro gerações da família de Manoel Pereira Filho - político, empresário e latifundiário que chefiou o Poder Executivo local na década de 1930 - terem ocupado a prefeitura de Junqueiro, além de terem outros parentes ocupando prefeituras em outros municípios alagoanos e também possuírem uma controversa grande quantidade de propriedades rurais reunindo mais de 100 fazendas, em que a vida política teve papel relevante, sendo que membros dessa família teriam invadido a terra indígena dos Kariri-Xocó, segundo o Observatório "De Olho nos Ruralistas".
Assim, exerceram a chefia do Poder Executivo junqueirense: Teófilo Pereira (filho de Manoel Pereira Fº), João José Pereira (neto de Manoel Pereira Fº e conhecido pelo vulgo "Prefeitão") e Fernando Soares Pereira (bisneto de Manoel Pereira Fº).

## Economia
Suas principais atividades econômicas são: agricultura e agropecuária, com destaque para o cultivo da cana-de-açúcar.

## Infraestrutura

### Transporte
Situada à 118 km da capital Maceió, o acesso à sede do município se dá pela rodovia BR-101.